# Блэкджек
Блэкдже́к, блек-дже́к (англ. Blackjack «чёрный валет») — одна из самых популярных карточных игр в казино по всему миру. Большая популярность игры обуславливается простыми правилами, скоростью игры и наиболее простой стратегией в подсчёте карт. Тем не менее популярность игра завоевала не сразу. Игорным домам Соединённых Штатов приходилось стимулировать интерес к игре различными видами бонусов и выработкой нескольких разновидностей правил для блек-джека. Считается, что предшественником этой игры была карточная игра «vingt-et-un» («двадцать один»), которая появилась во французских игорных заведениях приблизительно в XIX веке. В России, например, блек-джек по сей день часто называют «двадцать одно» или «очко» (но у традиционной игры «очко» несколько отличаются правила).

## История
История блэкджека вызывает ожесточённые споры в профессиональной среде, и до сих пор нет её общепринятой версии. Однако Италию с бо́льшей долей вероятности можно считать страной родоначальницей блэкджека. В 1440 году обнаружили упоминание игры Тридцать Одно (Trentuno) в проповеди Бернадино из Сиены против азартных игр. После этой проповеди были сожжены тысячи игральных костей, досок и игральных карт. Тридцать Одно — это прямой прародитель современного блэкджека, так как правила игры практически полностью повторяют его, за исключением того, что можно набрать максимум не 21, а 31 очко.

## Термины
ИгрокИграющий за столом против казино.
Дилер «Крупье»Работник казино, выполняющий роль сдатчика.
РукаНабор карт игрока или дилера. Обычно правилами казино игрокам запрещается прикасаться к своим картам.
Трекинг (Tracking)Отслеживание игроком расположения карт в процессе игры, с использованием этой информации на следующем шаффле.
Шаффл (Shuffle)Полный «игровой цикл», начинающийся с замешивания колоды, и заканчивающийся выходом разрезной карты.
Башмак, шуз (англ. shoe — ботинок)Специальное приспособление для карточных игр в казино. Колода перемешивается и вставляется в шуз, из которого потом идет раздача карт.
Фишка (англ. chip)Плоский небольшой предмет круглой, квадратной или восьмиугольной формы, на котором написан его номинал, может обмениваться на наличные деньги в кассе казино.

## Правила
Ошибочно считается, что цель заключается в том, чтобы набрать как можно больше очков, но не более 21. На самом деле цель — обыграть дилера (крупье). В игре используется от одной до восьми колод. Из-за того что вероятность комбинации блек-джек при большем числе колод ниже, то преимущество игрока уменьшается при увеличении числа колод. При игре с шаффл-машинкой считается, что используется бесконечная колода. По окончании партии, когда осталась примерно треть карт (точное значение устанавливает дилер, размещая специальную карточку в т. наз. «шуз» на глаз), колоды перемешиваются. При игре одной колодой чаще всего она перемешивается после каждой партии.
Значения очков каждой карты: от двойки до десятки — от 2 до 10 соответственно, у туза — 1 или 11 (11 пока общая сумма не больше 21, далее 1), у т. н. картинок (J (валет), Q (дама) и K (король) — 10. В этом заключается одно из отличий от игры в очко, в которой значения картинок не 10, а 2, 3 и 4 соответственно.
Если у игрока и дилера число очков на руках равное, то такая ситуация называется «ровно»: за рубежом это называется — пуш (англ. push). В такой ситуации все остаются при своих ставках, никто не выигрывает и не проигрывает. Хотя в казино бывают исключения, и при «пуше» выигрывает казино.
Игроки до раздачи карт делают ставки, кладя фишки на соответствующие поля игрового стола. После того, как первая карта сдана, игрокам запрещается делать ставки и прикасаться к своим фишкам.
Дилер раздаёт карты (обычно из одной или двух колод карт, но чаще из шуза, содержащего не менее четырёх колод): по две карты каждому игроку, себе раздаёт одну карту (в США принято раздавать дилеру две карты, одна из которых открыта, а другая — закрыта, то есть находится на столе рубашкой вверх). Все карты открываются сразу (видны и дилеру, и игроку).
Если у игрока сразу после раздачи набралось 21 очко (то есть у игрока туз и десятиочковая карта), то такая ситуация и называется блек-джек. В таком случае игроку сразу выплачивается выигрыш 3 к 2 (то есть в 1,5 раза превышающий его ставку). Исключение составляют случаи, когда дилеру первой картой (открытой) попадается 10, картинка или туз. В этом случае существует вероятность, что у дилера также будет блек-джек, поэтому игроку с блек-джеком предлагается либо взять выигрыш 1 к 1 (только если первая карта дилера — туз), либо дождаться окончания конца игры (и в случае, если у дилера не блек-джек, получить выигрыш 3 к 2).
Далее игрокам, у которых не блек-джек, предлагается на выбор либо взять ещё карту (в таком случае игрок должен сказать дилеру «карту» или «ещё», англ. hit me), либо остаться при тех картах (и той сумме очков), которые у него на руке (в этом случае игрок должен сказать дилеру «достаточно» или «хватит»).
Как правило, если у игрока после взятия новой карты в сумме получается 21, дилер не спрашивает его больше и переходит к следующему игроку.
Если у игрока после взятия новой карты сумма очков превысит 21, то такая ситуация называется «перебор», или баст (англ. bust). Дилер произносит «много» («баст») и снимает ставку игрока в пользу казино.
Если у дилера в первых двух картах набирается 21 очко (блек-джек), то все игроки (кроме тех, у кого тоже блек-джек), проигрывают. Те, у которых блек-джек, остаются при своих ставках, если они ранее не выбрали взять выигрыш 1 к 1 или если не застраховали свою комбинацию от блек-джека.
В некоторых случаях, в зависимости от того, какие карты на руках у игрока, дилер может предложить ему дополнительные варианты (см. ниже).
После того, как все игроки завершили брать карты, дилер говорит «себе» и раздаёт карты себе. Общее правило блек-джека состоит в том, что дилер обязан остановиться, как только наберёт 17 очков или выше, и обязан брать, пока не достигнет (даже если у всех не перебравших меньше очков). В различных казино может варьироваться правило, должен ли дилер останавливаться в ситуации, если у него туз и шестёрка (то есть 7 или 17 очков на руке). Обычно это правило написано на игровом столе.
При окончательном подсчёте очков в конце раунда карты остальных игроков для вас значения не имеют, игра ведётся только против дилера, то есть сравниваются карты только игрока и дилера, карты и ставки параллельных игроков не учитываются.

## Вариации
- Базовый (американский): с одной открытой картой дилера и одной скрытой (hole card). При открытом тузе или десятке (в некоторых вариациях только при тузе) дилер смотрит скрытую карту и, если у дилера блек-джек, игра прекращается.
- Европейский: дилер берёт вторую карту после того, как все игроки закончат набор. В случае, если у дилера блек-джек, то игрокам возвращаются все дополнительные ставки (кроме «страховки»)
- На основе блек-джека созданы многочисленные версии, имеющие собственные названия, такие как блек-джек в открытую (англ. Double Exposure), трёхкарточный блек-джек (3 Card Blackjack), блек-джек свитч (англ. Blackjack Switch), испанские 21 (англ. Spanish 21), карибские 21 (Caribbean 21), супер фан 21 (англ. Super Fun 21), понтон (англ. Pontoon) и т. д.[6]

## Дополнительные правила
Разбиение пар (split)Если у игрока на руке две карты одного достоинства (то есть, 2-2, 3-3 и т. п., а также две картинки, даже неодинаковые, например, дама и король), то дилер предлагает игроку сплит, то есть разбиение одной руки на две. В таком случае игрок вносит на игровой стол ставку, равную предыдущей, дилер разделяет карты на две руки, раздаёт на каждую по одной карте и продолжает играть с игроком так, как будто он изначально внёс две ставки (играл за двоих). Исключение составляет лишь случай, когда сплитуется пара тузов: в этом случае игроку к тузам раздаётся по одной карте, далее он брать карты не может, но может пересплитовать тузы (зачастую сплитовать тузы разрешено только один раз). Если при раздаче вторых карт опять образуется пара, то дилер предлагает игроку сплитовать ещё раз (в правилах или ограничено число сплитований или нет, но при этом количество сплитований тузов оговаривается отдельно).
Удвоение ставки (double down)Игрок может удвоить ставку и при этом получить ровно одну карту. В некоторых казино такое разрешается лишь тогда, когда у игрока на руке 10 или 11 очков (или, в некоторых случаях, ещё и 9 очков). Некоторые казино позволяют игроку удвоить после сплита.
Утроение ставкиИгрок может опять доставить ставку, равную первоначальной, уже после того, как сделал дабл. И получить ещё одну карту. Встречается редко и не является общепринятым.
Отказ от игры, «отступные» (surrender)В некоторых правилах блек-джека игроку позволяется снять половину своей ставки после раздачи первых двух карт, если игрок думает, что его набор карт плох (отдельно правилами оговаривается саренда против открытого туза у дилера), это ранний отказ. Поздний отказ бывает при игре по базовым (американским) правилам после того, как дилер подсмотрит скрытую карту (если открытая карта туз или десятка).
Страхование (insurance)Если у дилера первой открытой картой является туз, то дилер может предложить игрокам страхование от блекджека у дилера. Игрок, в случае согласия, ставит дополнительную страховую ставку, равную половине первоначальной. В случае, если у дилера будет натуральное очко, то игрок проигрывает свою основную игровую ставку, но выигрывает страховочную. Страховка выплачивается в размере 2 к 1, то есть если страховка сыграла — игрок остаётся при своих. Если же у дилера блэкджека не окажется, то игрок проигрывает страховочную ставку, но продолжает игру со своей основной ставкой. Частным случаем страховки является ситуация равные деньги (еven money) и предлагается, если у самого игрока на руках блэкджек, а у дилера открытой картой является туз. Дилер предлагает игроку получить немедленный выигрыш 1:1 (вместо обычной выплаты 3:2 за блэкджек). Принятие такого предложения эквивалентно страховке.
Обычно вероятность блэкджека близка к 4/13 (отличается из-за наличия части карт на столе), поэтому страховаться или брать равные деньги выгодно только при избытке десяток в колоде.
Отказ от карты
Игрок уже не может отказаться от карты, которую взял.

## Базовая стратегия
Ниже приведена оптимальная стратегия поведения в той или иной ситуации. За основу взяты правила с одной открытой картой сдающего (при двух сданных), где он берёт при 16 и ниже и останавливается при 17 и выше. Сила открытой карты сдающего определяется рядом А 10 9 8 7 2 3 4 5 6, где А — самая сильная, 6 — самая слабая.
Ход/пас (твёрдые руки)
- 5-8 очков — ход;

- 12 очков — ход; пас, если карта сдающего — очень слабая (4-6);

- 13-16 очков — ход; пас, если карта сдающего — слабая (2-6);

- 17 очков и выше — пас.

Отказ (твёрдые руки)
- 15-16 очков — против очень сильной карты (10 или А).

Удвоение ставки
- 9 очков — удвоить, если карта сдающего — слабая (3-6), иначе ход;

- 10 и 11 очков — удваивать, кроме открытых 10 или А для 10-и и открытого А для 11-и, иначе ход.

Ход/пас (мягкие руки)
Как правило, удобнее считать туза за 1 при сумме 17 и ниже (напр. А 2 4 считать за 7)
- 13-17 (3-7) очков — ход; удвоить против очень слабой открытой карты (5-6);

- 18 (8) очков — пас; ход, если открытая карта — сильная (9 10 А);

- 19 (9) очков и выше — пас.

Разбиение пар
- А-А, 8-8 — разбивать всегда, за исключением открытого А, тогда ход;
- 5-5, 10-10 — не разбивать (при 5-5 лучше удвоить, а 10-10 даёт хорошую сумму в 20 очков);
- 4-4 — как правило, не разбивать (разбить можно при очень слабой карте (5-6));
- 9-9 — разбивать; пас, если открытая карта — 7 10 или А;
- 2-2 3-3 6-6 7-7 — разбивать при открытой карте 7 и ниже (6 и ниже для 6-6); ход, если открыта 8 и выше (7 и выше для 6-6).

Страховка
Базовая стратегия рекомендует не брать страховку. Шанс, что у дилера блэкджек при открытом тузе 4/13, что менее 1/3.

## Особые варианты игры
В некоторых случаях казино может предложить игроку некоторые варианты игры..
678, 777Данные призовые комбинации иногда могут оплачиваться повышенными коэффициентами: 678 или 777 (все — разных мастей) 3:2; 678 или 777 (все — одной масти) 2:1; 678 или 777 (все — конкретной масти) 3:1. Могут быть также бонусные выплаты или подарки.
Одномастный блек-джекИногда комбинация блек-джек, состоящая из туза и десятиочковой карты одной масти, оплачивается 2:1.
Максимум картМогут быть повышенные коэффициенты за 21 или менее очков в пяти, шести, семи и более картах. За 21 очко или менее в 5 картах — 3:2, за 21 очко или менее в 6 картах — 2:1, за 21 очко или менее в 7 или более картах — 3:1. Могут быть также бонусные выплаты.

## Побочные ставки
Многие казино разнообразят игру, позволяя делать игроку различные побочные ставки. Побочная ставка делается в дополнение к основной и в большинстве случаев не зависит от исхода игры по основной ставке. Примерами популярных побочных ставок являются:
- Идеальные пары (Perfect Pairs) — ставка на то, что игроку первыми двумя картами придёт пара.
- Ставка на джекпот — играет, если игроку и дилеру на четырёх сданных картах приходит от двух тузов, джекпот выплачивается за четырёх тузов одного цвета.
- Хай-лоу 13 (HiLo 13) — ставка на то, будет ли сумма первых двух карт игрока меньше, больше или равна 13 очкам.
- Ставка на бонус — играет, если игрок первыми двумя картами получит одномастные карты.

## Подсчёт карт
Обычно производится несколько раздач из одной колоды (или комплекта колод — шуз). То есть, карты не возвращаются каждый раз в колоду и она не перемешивается. Поэтому, в отличие от большинства других игр в казино, вероятность исхода игры в блек-джек зависит от предыдущих игр. Игрок, ведущий подсчёт вышедших карт, может существенно повысить свои шансы и, при определённых условиях, обеспечить себе перевес в игре. Стратегия заключается в том, чтобы делать маленькие ставки (или пропускать игру), когда вероятность выигрыша низкая и когда шансы выиграть высоки.
Службы безопасности казино стараются выявлять игроков, занимающихся подсчётом карт и, если местные законы это позволяют, запрещают им доступ в казино.
Предпринимаются и другие меры, например:
- увеличение количества колод в шузе,
- подрезка колоды
- запрещается поднимать (увеличивать) свои ставки
- использование автоматов для перемешивания карт (шаффл-машин)

Данная методика игры легла в основу сюжета кинофильма «21» (в российском кинопрокате — «Двадцать одно»), созданного по мотивам реально произошедших событий.
В фильме использовалась система подсчёта «Плюс-минус» .
Как и в системе счёта десяток, каждой карте, выходящей из колоды, присваивается своё числовое значение:
| Карты          | Числовые значения |
| -------------- | ----------------- |
| 2, 3, 4, 5, 6  | +1                |
| 7, 8, 9        | 0                 |
| 10, В, Д, К, Т | −1                |

Легко убедиться, что сумма значений в одной 52-карточной колоде равна нулю. Так же обстоит дело и с «большой колодой». Системы с таким свойством иногда называют сбалансированными.
Система «Плюс-минус», как и всякая сбалансированная система, обладает важным свойством: при положительном счёте шансы игрока возрастают, при отрицательном — падают.
Чем выше счёт, тем больше ожидаемый выигрыш.
Для определения суммы ставки используют не текущий счёт, а реальный счёт, который получается в результате деления текущего счёта на число остающихся в игре колод.
В таблице отображено изменение математического ожидания результата игры (в процентах от ставки) в зависимости от реального счёта.
| −10 | −4,79 % | +10     | +7,39 % |
| −9  | −4,49 % | +9      | +6,51 % |
| −8  | −4,15 % | +8      | +5,65 % |
| −7  | −3,75 % | +7      | +4,84 % |
| −6  | −3,30 % | +6      | +4,07 % |
| −5  | −2,80 % | +5      | +3,32 % |
| −4  | −2,26 % | +4      | +2,64 % |
| −3  | −1,71 % | +3      | +1,98 % |
| −2  | −1,12 % | +2      | +1,36 % |
| −1  | −0,53 % | +1      | +0,73 % |
| 0   | 0       | +0,09 % | +0,09 % |

При всяком отклонении счёта от нуля вероятности выхода карт изменяются и выгодно корректировать базовую стратегию. Чем выше реальный счёт, тем раньше надо останавливаться при наборе карт, чаще надо удваивать ставки или разделять карты.
Система «Плюс-минус» имеет недостатки, так как вред и польза от карт разная, а учитываются они одинаково. Реальное увеличение математического ожидания игры, вследствие выхода из игры пятёрок, намного больше, чем при выходе того же числа двоек.
Пытаясь нивелировать все эти недостатки, авторы систем не скупились на новые изобретения и постоянно шли дальше. Суть систем по-прежнему опиралась на реальный счёт и оставалась неизменной. Но картам, выходящим из колоды, стали присваивать другие, более (или менее!) адекватные числовые значения. Эффективность разрабатываемых систем повышалась в ущерб простоте. В качестве примера посмотрим на относительно простую систему, достаточно близкую к системе «Плюс-минус».
Система «Половинки»
Эта система описана в книге Стэнфорда Уонга «Профессиональный блек-джек». Вот числовые значения, которые присваиваются картам, выходящим из колоды:
| Карты          | Числовые значения |
| -------------- | ----------------- |
| 2              | +0,5              |
| 3, 4           | +1                |
| 5              | +1,5              |
| 6              | +1                |
| 7              | +0,5              |
| 8              | 0                 |
| 9              | −0,5              |
| 10, В, Д, К, Т | −1                |

Можно умножить все значения на два и перейти к целым числам. Хотя при этом придётся работать с удвоенным реальным счётом.
Как и в системе «Плюс-минус», ожидаемый выигрыш игрока зависит от реального счёта:
| −10 | −4,63 % | +10     | +7,24 % |
| −9  | −4,33 % | +9      | +6,39 % |
| −8  | −4,01 % | +8      | +5,56 % |
| −7  | −3,64 % | +7      | +4,78 % |
| −6  | −3,20 % | +6      | +4,01 % |
| −5  | −2,73 % | +5      | +3,28 % |
| −4  | −2,20 % | +4      | +2,61 % |
| −3  | −1,67 % | +3      | +1,96 % |
| −2  | −1,10 % | +2      | +1,34 % |
| −1  | −0,52 % | +1      | +0,72 % |
| 0   | 0       | +0,09 % | +0,09 % |

Это практически то же, что и в предыдущей таблице, но числовые значения, присваиваемые картам, в данном случае более точные, поэтому система становится эффективнее.
С другой стороны, устный счёт с половинками заметно усложняется, а ошибки, как правило, обходятся очень дорого.

## Отслеживание карт
Среди игроков существует методика отслеживания карт в колоде (shuffle tracking), позволяющая при профессиональном подходе улучшить свои шансы на выигрыш. Методика состоит в том, что игрок зрительно замечает где, в каких участках колоды находятся интересующие его карты, и куда они попали при перемешивании колоды. И на основе этих данных принимает игровые и ставочные решения.